# Stanisław Ryłko
Stanisław Marian Ryłko (sinh 1945) là một Hồng y người Ba Lan của Giáo hội Công giáo Rôma. Ông hiện đảm nhận vị trí Tổng linh mục Tổng quản Đền Thờ Đức Bà Cả. Ông cũng từng đảm nhận các vị trí khác như Tổng Thư kí Hội đồng Giáo hoàng về Sự sống, Chủ tịch Hội đồng Giáo hoàng về Sự sống.

## Tiểu sử
Hồng y Ryłko sinh ngày 4 tháng 7 năm 1945 tại Andrychów, Ba Lan. Sau quá trình tu học, ngày 30 tháng 3 năm 1969, ông được phong chức linh mục, bởi Hồng y Karol Józef Wojtyła, lúc đó là Tổng giám mục Tổng giáo phận Kraków, (sau này Hồng y Karol trở thành Thánh Giáo hoàng Gioan Phaolô II). Tân linh mục là thành viên linh mục đoàn Tổng giáo phận này.
Ngày 20 tháng 12 năm 1995, Tòa Thánh loan báo tuyển chọn linh mục Stanisław Ryłko làm Giám mục Hiệu tòa Novica, Tổng Thư kí Hội đồng Giáo hoàng về Giáo dân. Lễ tấn phong gấp rút được cử hành sau đó vào ngày 6 tháng 1 năm 1996. Chủ phong là Giáo hoàng Gioan Phaolô II với hai vị phụ phong gồm Tổng giám mục Giovanni Battista Re, Quốc vụ khanh Tòa Thánh và Tổng giám mục Jorge María Mejía, Tổng Thư kí Thánh bộ Giám mục kiêm Tổng Thư kí Hồng y đoàn. Tân giám mục chọn khẩu hiệu:Lux mea Christus.
Ngày 4 tháng 10 năm 2003, Tòa Thánh thăng Giám mục Ryłko làm Tổng giám mục, đồng thời ngồi vào vị trí Chủ tịch Chủ tịch Hội đồng Giáo hoàng về Sự sống. Sau cuộc Mật nghị Hồng y 2005, Hồng y Ratzinger người Đức trở thành Giáo hoàng Biển Đức XVI, ông tái bổ nhiệm Tổng giám mục Ryłko vào chức danh cũ.
Trong Công nghị Hồng y 2007 cử hành ngày 24 tháng 11, Giáo hoàng Biển Đức XVI vinh thăng ông tước vị Hồng y Đẳng Phó tế Nhà thờ Sacro Cuore di Cristo Re. Ngày 30 tháng 5 năm 2008, ông đã đến nhận nhà thờ hiệu tòa của mình.
Sau khi Giáo hoàng Biển Đức XVI từ chức, Hồng y Jorge Mario Bergoglio trở thành Giáo hoàng Phanxicô, Tân giáo hoàng tái xác nhận Hồng y Ryłko vào vị trí cũ. Ngày 1 tháng 9 năm 2016, ông dừng nhiệm vụ này vì lý do Hội đồng này bị sáp nhập tạo Thánh bộ Phát triển Con người Toàn diện. Ngày 8 tháng 12 cùng năm, Tòa Thánh chọn Hồng y Ryłko vào chức vị Tổng linh mục Tổng quản Đền thờ Đức Bà Cả.
Ngày 19 tháng 5 năm 2018, ông được thăng Đẳng Hồng y Linh mục Nhà thờ Sacro Cuore di Cristo Re.